# 山口寿一
山口 寿一（やまぐち としかず、1957年3月4日 - ）は、日本のジャーナリスト、新聞記者、実業家。読売新聞グループ本社代表取締役社長・主筆代理、読売新聞東京本社代表取締役会長、日本テレビホールディングス代表取締役取締役会議長。

## 人物
東京都出身。早稲田大学高等学院26期を経て早稲田大学政治経済学部卒業後、1979年読売新聞社入社。記者職で、社会部や司法担当が長く、法務省（司法）記者クラブではキャップを務めていたこともある。
2002年に、読売新聞社が持株会社を創設してグループを再編成した際には、新設された読売新聞グループ本社法務部長に就き、同社の法務事務の責任者となった。以後は、2009年にグループ本社執行役員、2011年にグループ本社取締役及び東京本社常務取締役（広報・コンプライアンス担当）、2012年東京本社専務取締役。2015年、白石興二郎の後を継いで読売新聞東京本社代表取締役社長に就任。2016年読売新聞グループ本社代表取締役社長に就任し現在に至る。
また日本相撲協会の理事（外部招聘）を2016年より務めている。
2018年7月18日、老川祥一の後を引き継いで第8代読売巨人軍球団オーナーに就任した。2019年、日本新聞協会会長に就任。
2022年、日本テレビホールディングス代表取締役取締役会議長に昇任。2023年4月1日、東京医科歯科大学学長選考委員会座長に昇任。同年6月、読売新聞東京本社代表取締役会長に就任。
2025年6月3日に逝去した長嶋茂雄の葬儀では葬儀委員長を務めた。
2025年6月10日の読売新聞グループ本社の定時株主総会及び取締役会の決議により、山口が主筆代理に就任した。